# NGC 4012
NGC 4012 ist eine Spiralgalaxie vom Hubble-Typ Sb im Sternbild Jungfrau auf der Ekliptik. Sie ist schätzungsweise 183 Millionen Lichtjahre von der Milchstraße entfernt und hat einen Durchmesser von etwa 105.000 Lichtjahren.
Die Typ-II-Supernovae SN 2004aq und SN 2005J wurden hier beobachtet.
Das Objekt wurde am 25. März 1865 von Albert Marth entdeckt.